# 百江镇
百江镇，中国浙江省西北部桐庐县下辖的一个镇。

## 行政区划
现辖：
双坞村、联盟村、金塘坞村、百江村、奇源村、苎坑村、乐明村、罗山村、松村村、钱家村、小京村、后河村、东辉村、郭村村和翰坂村。